# Ökologischer Rucksack
Der ökologische Rucksack ist die sinnbildliche Darstellung der Menge an Ressourcen, die bei der Herstellung, dem Gebrauch und der Entsorgung eines Produktes oder einer Dienstleistung verbraucht werden. Sie soll im Rahmen der Ökobilanz einen Vergleichsmaßstab bieten, mit dem verdeutlicht wird, welche ökologischen Folgen die Bereitstellung bestimmter Güter verursacht.
Das Modell geht zurück auf Friedrich Schmidt-Bleek, der es 1994 im Rahmen der Überlegungen zum Material-Input pro Serviceeinheit (MIPS) erstmals veröffentlichte.
Ähnliche Ansätze finden sich auch beim ökologischen Fußabdruck und beim virtuellen Wasser.

## Beispiele und Daten zum Ökologischen Rucksack
Typische Werte sind ein Faktor 5 für Kunststoffe, das heißt für ein Kilogramm Kunststoff werden 5 Kilogramm Ressourcen benötigt. Weitere Werte sind Faktor 15 für Papier, Faktor 85 für Aluminium, Faktor 500 für Kupfer und Faktor 550.000 für Gold.
Beispiel Baumwollkleidung:
- Herstellung
  - Der Anbau von Baumwollpflanzen benötigt sehr viel Wasser und sehr viel Platz
  - 10 Prozent des weltweiten Pestizid- und Düngemittelverbrauchs gehen auf das Konto der Baumwolle
  - Die Transportwege sind teilweise erheblich: Anbauort, Stoffproduktion, Weiterverarbeitung und Verkauf sind räumlich meist getrennt

- Gebrauch
  - Waschmittel
  - Energie
  - Wasser

Rechnet man den gesamten Ressourcen- und Energieaufwand zusammen, ergibt sich für eine 600 Gramm leichte Jeans ein ökologischer Rucksack von 32 Kilogramm. Diese entspricht einem ökologischen Rucksack mit Faktor 53.

## Kritik
Der ökologische Rucksack ist als grobe Zahl zu verstehen, welche Einblick gibt in einige der nötigen Prozesse und Aufwendungen, welche durch Konsumgüter verursacht werden. Viele wichtige Umweltbelastungen werden mit dem Ökologischen Rucksack aber nicht oder schlecht abgebildet. So wird in obengenannten Beispiel der Baumwollherstellung zwar der Energieaufwand für die Herstellung der Pestizide berücksichtigt, die ökologischen Auswirkungen des Pestizides in der Natur werden aber ignoriert.
Das genaue Verständnis des ökologischen Rucksackes wird dadurch erschwert, dass die Autoren bei der Berechnung gewisse Ressourceninputs nicht miteinbeziehen. So werden beispielsweise die notwendigen Inputmengen an Wasser oder Luft nicht berücksichtigt. In den meisten Konsumgütern wäre der benötigte Wasserinput aber der bedeutendste Masseninput. Hierzu wurde der Begriff Virtuelles Wasser geprägt, der hier die erforderlichen Berechnungen möglich machen soll.